# 膝窩
膝窩（しっか、英語: popliteal fossa、hough[1]やkneepitとも呼ばれる）とは、膝関節の裏側にある浅いくぼみを指す。膝関節の裏側なので、膝窩で見られる骨は、大腿骨と脛骨である。他の大関節の屈側面（鼠蹊部や脇の下、肘窩、本質的な意味で頸部の前面）と同様に、血管や神経が比較的表層を通り、多くのリンパ節が存在する部位となっている。

## 構造

### 境界
膝窩の境界は以下の通りである。
|      | 内側              | 外側                |
| ---- | ----------------- | ------------------- |
| 上部 | 半膜様筋 半腱様筋 | 大腿二頭筋          |
| 下部 | 腓腹筋内側頭      | 腓腹筋外側頭 足底筋 |

### 浅層
浅側から深側へと、浅層は以下のような構造になっている：
1. 皮膚[1]
2. 表層筋膜（英語版）[1]（小伏在静脈（英語版）、後大腿皮神経終末枝、内側皮神経（英語版）後方部、外側腓腹皮神経、内側腓腹皮神経（英語版）が含まれる[1]）
3. 膝窩筋膜[1][2]

### 深層
深層は、以下の物によって構成されている：
1. 大腿骨の膝窩部表面[2]
2. 膝関節の被膜と、斜膝窩靭帯（英語版）[2]
3. 膝窩筋を覆う強固な筋膜[2]

### 主な内容
膝窩内の構造物には、（浅層から深層へ）以下の物が含まれる：
- 脛骨神経
- 総腓骨神経[3]
- 膝窩静脈（英語版）
- 大腿動脈から続く、膝窩動脈（英語版）
- 小伏在静脈（英語版）（終末部）[3]
- 膝窩リンパ節と血管（中膝動脈や内側下腿動脈、外側上膝動脈、外側下膝動脈など）[3]

なお、総腓骨神経も膝窩の上角から伸びている。

## 追加画像

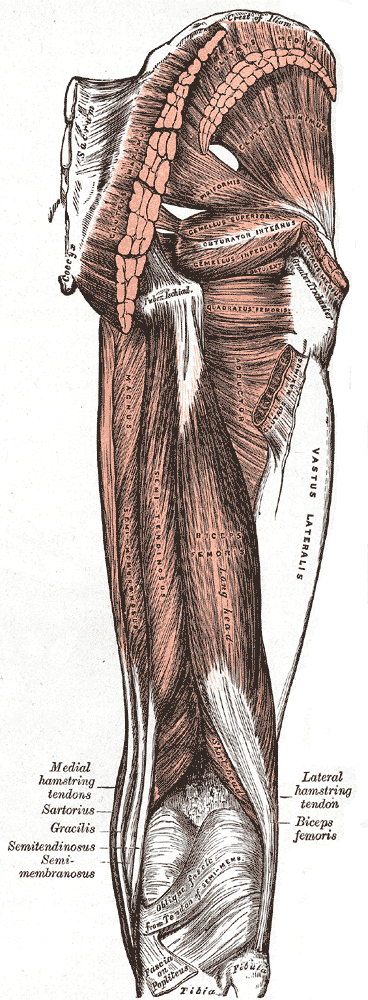
Muscles of the gluteal and posterior femoral regions.
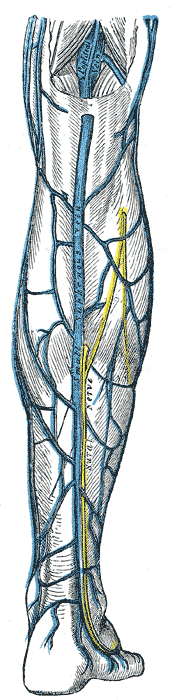
Small saphenous vein and its tributaries.
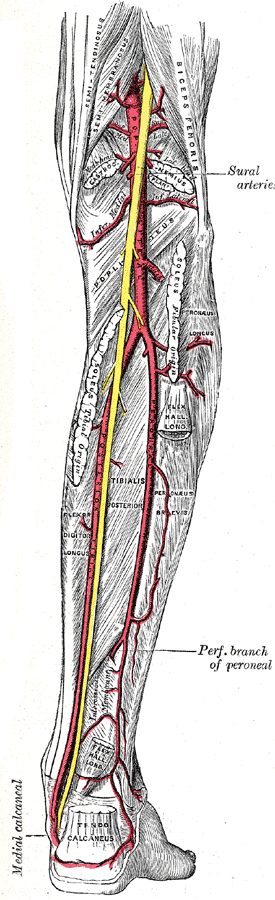
The popliteal, posterior tibial, and peroneal arteries.
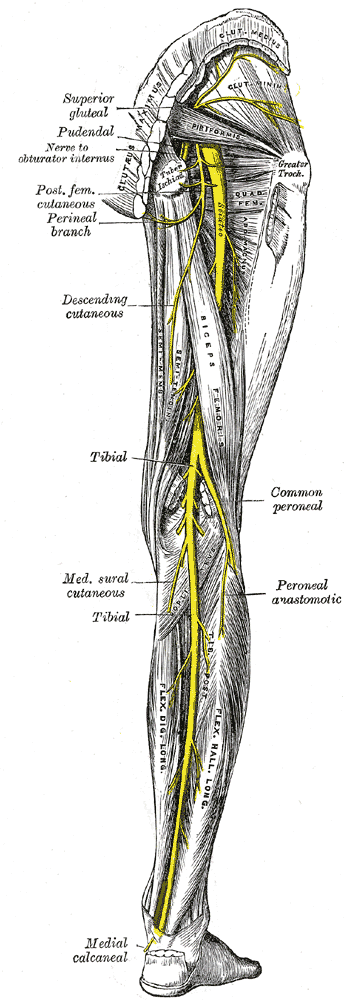
Nerves of the right lower extremity Posterior view.
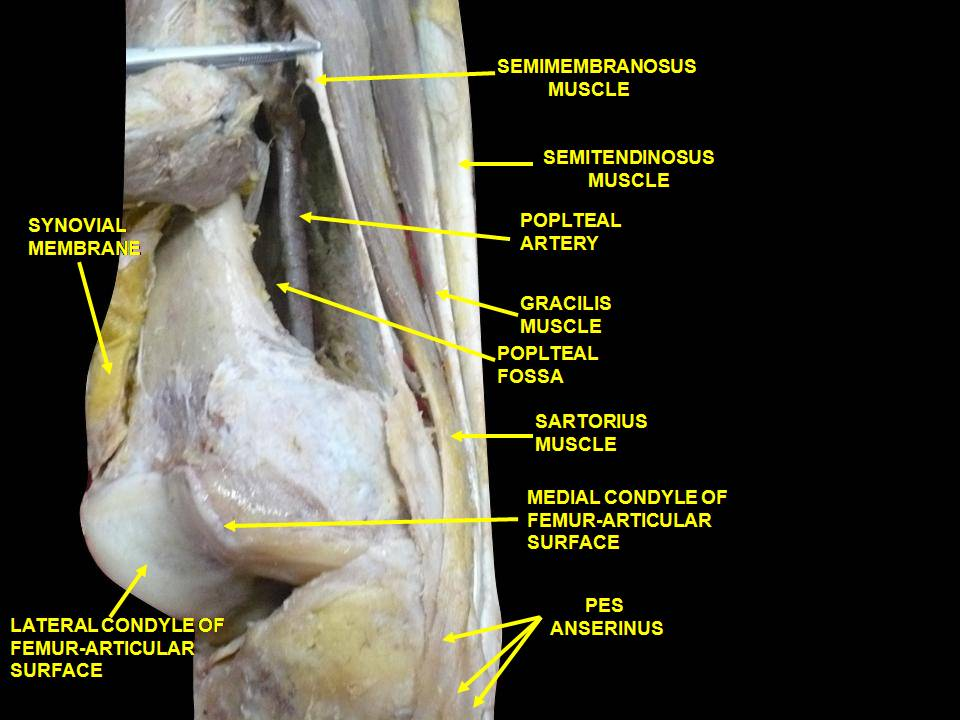
Muscles of thigh. Lateral view.